# Домахино
Домахино — деревня в Островском районе Псковской области. Входит в состав Воронцовской волости.
Расположена в 31 км к востоку от города Остров и в 9 км к северо-востоку от волостного центра, села Воронцово.
Численность населения деревни по состоянию на 2000 год составляет 17 жителей.
До 2005 года деревня входила в состав ныне упразднённой Шаркуновской волости с центром в д.Погорелка.